# Улица Флауэрвейл
«Улица Фла́уэрвейл» (англ. Flowervale Street) — будущий американский научно-фантастический фильм режиссёра, сценариста и сопродюсера Дэвида Роберта Митчелла. Главные роли в фильме исполнят Энн Хэтэуэй и Юэн Макгрегор. Премьера запланирована на 14 августа 2026 года.

## Сюжет
Сюжет ленты развернется в 1980-х годах и сосредоточится на истории супружеской пары и их детей-подростков. В повествовании ожидается появление динозавров.

## В ролях
- Энн Хэтэуэй
- Юэн Макгрегор
- Кристиан Конвери
- Пи Джей Бирн

## Производство
О начале работы над фильмом стало известно в марте 2023 года. Режиссёром, сценаристом и сопродюсером безымянного фильма стал Дэвид Роберт Митчелл, продюсерами — Джей Джей Абрамс и Ханна Мингелла из кинокомпании Bad Robot Productions, Мэтт Джексон из Jackson Pictures. На главную роль была приглашена Энн Хэтэуэй.
В январе 2024 года стало известно, что фильм получил название — «Flowervale Street». Сюжет описывался как «фильм о динозаврах в 1980-х годах». В феврале к актёрскому составу фильма присоединился Юэн Макгрегор. Права на кинопрокат фильма приобрела компания Warner Bros. Pictures. Логлайн держится в секрете, хотя Deadline повторяет информацию о том, что это будет «захватывающий аттракцион», снятый в формате IMAX. Бюджет оценивается в 80 млн.
Основные съёмки начались в марте 2024 года в Лондоне и Атланте и завершились в июне того же года.
Первоначально премьера фильма в США была запланирована на 16 мая 2025 года. В дальнейшем дату выхода фильма перенесли на 13 марта 2026, затем на 14 августа 2026 года.